# Котјешова
Котјешова (слч. Kotešová) насељено је мјесто са административним статусом сеоске општине (слч. obec) у округу Битча, у Жилинском крају, Словачка Република.

## Становништво
| Година:    | 1994. | 2004.   | 2014.   | 2024.    |
| ---------- | ----- | ------- | ------- | -------- |
| Број људи: | 1769  | 1895    | 1974    | 2330     |
| Разлика:   |       | +7,12 % | +4,16 % | +18,03 % |

| Година:    | 2023. | 2024.   |
| ---------- | ----- | ------- |
| Број људи: | 2298  | 2330    |
| Разлика:   |       | +1,39 % |

Према подацима о броју становника из 2024. године насеље је имало 2330 становника.